# Wildberg (Adelsgeschlecht)
Der Herren von Wildberg, in einigen Quellen auch als Grafen von Wildberg oder Grafen von Wiltberg bezeichnet, waren ein frühhochmittelalterliches Adelsgeschlecht im nördlichen Franken. Ihr Herrschaftsbereich erstreckte sich über das Grabfeld, den Haßgau und das heutige Südthüringen.

## Burg Wildberg
Stammburg des Geschlechts war die Burg Wildberg am äußersten Nordwestrand der Haßberge über der heutigen Stadt Bad Königshofen. Auch Stadt und Veste Heldburg und die Städte Hildburghausen und Römhild stehen in einem engen Zusammenhang mit dem Adelsgeschlecht. Ihre Stammburg legten die Wildberger spätestens im 12. Jahrhundert an. Die ehemalige Höhenburg liegt auf einem nach Westen vorspringenden Sporn des Großen Breitenberges, dessen Nord-, West- und Südhang 200 Höhenmeter steil zu Tal abfallen. Da sie an diesen drei Seiten von Natur aus sehr gut geschützt war, musste nur die Hauptangriffsseite der Burg im Osten durch drei Gräben und einen Wall gesichert werden. Heute sind nur noch kleinere Mauerreste, mehrere Gräben und ein Wall auf einer Gesamtfläche von etwa 180 mal 40 Meter und ein vier Meter breiter und bis zu zwei Meter tiefer Hanggraben, der sich um die Spornspitze zog, erhalten.

## Geschichte

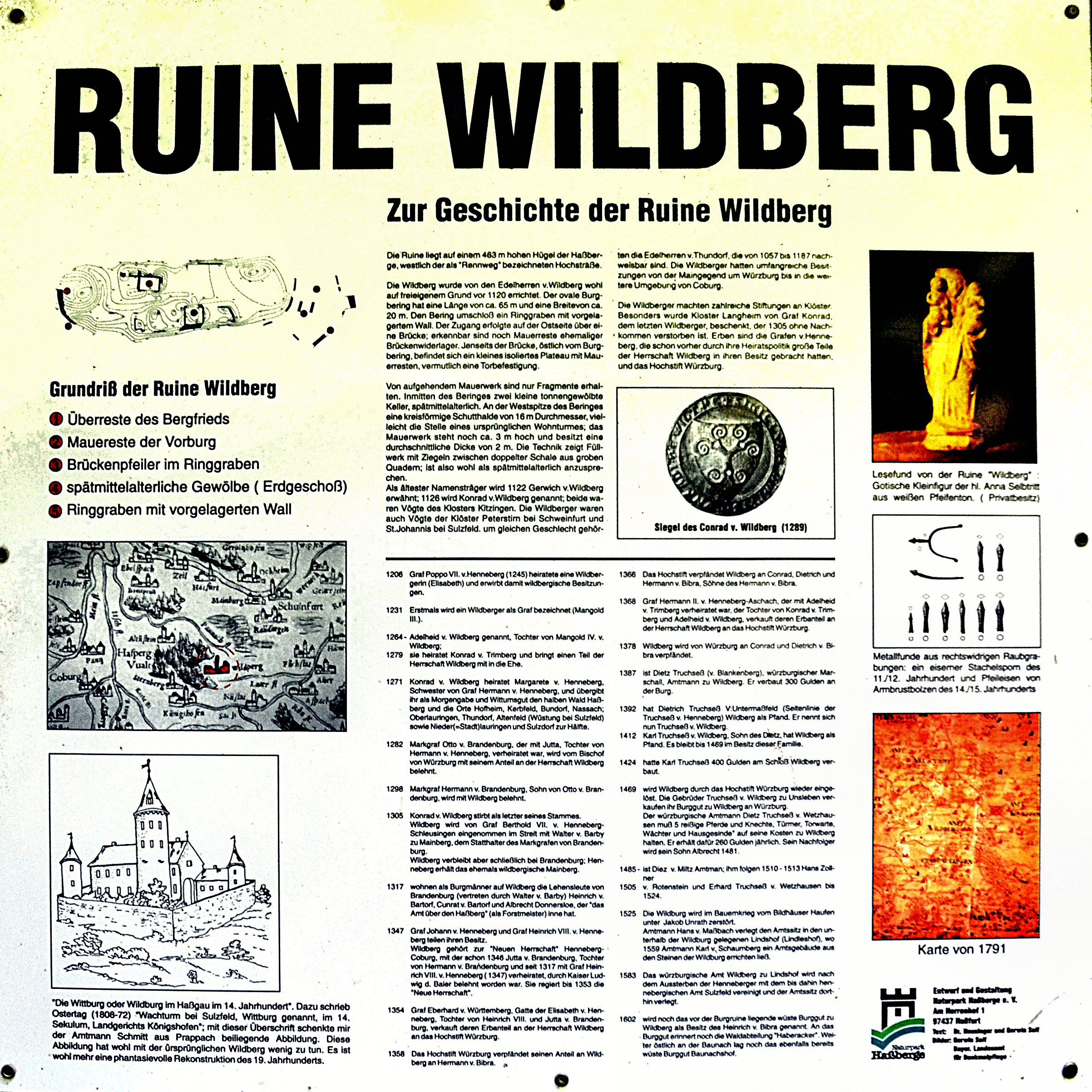
Geschichte des Geschlechtes auf einer Tafel an der Ruine der Burg Wildberg

Die Herren, ab 1231 Grafen von Wildberg beherrschten einen Untergau des Östlichen Grabfeldes (grapfeld orientalis), der einen Teil der Haßberge und das Heldburger Unterland umfasste. Sie waren Verwandte der 1057 bis 1187 nachweisbaren Edelherren von Thundorf. Während der mainfränkischen Besiedlung des heutigen Südthüringens griff ihre Herrschaft zeitweise auch auf die angrenzenden Räume Hildburghausen, Römhild, Rodach und Sonneberg mit dem Coburger Land aus, bis sie von den dort entstehenden Regionalmächten auf ihr angestammtes Herrschaftsgebiet in den Haßbergen zurückgedrängt wurden.
Die Wildberger sind erstmals im Jahr 1123 auf ihrer Burg urkundlich erwähnt. Schon 1122 hatten Gerwig und Konrad von Wildberg ihre Rechte und Besitzungen in Gestungshausen an Otto, Bischof von Bamberg, für 180 Talente verkauft. Beide waren Vögte des Klosters Kitzingen. Das Geschlecht stellte auch Vögte der Klöster Peterstirn bei Schweinfurt und St. Johannis bei Sulzdorf.
Durch Heirat waren die Wildberger mit den Grafen von Henneberg verwandtschaftlich verbunden. Mit der Vermählung von Elisabeth von Wildberg mit dem fränkischen Babenberger Graf Poppo VII. von Henneberg auf der Burg Struphe 1206 kam die Erhöhung in den Grafenstand, Mangold III. wurde 1231 erstmals Graf von Wildberg genannt. Dafür übernahmen die Henneberger das Heldburger Unterland. Adelheid, Tochter des Grafen Mangold IV., heiratete 1279 Konrad III. von Trimberg und brachte einen Teil der Wildberger Herrschaft in die Ehe.
Graf Konrad von Wildberg, der letzte Wildberger († 1305), heiratete 1271 Margarete von Henneberg, Schwester des Grafen Hermann I. von Henneberg, und übergab ihr als Morgengabe und Wittumsgut den halben Wald Haßberg, Hofheim, Kerbfeld, Bundorf, Nassach, Oberlauringen, Thundorf, Altenfeld (bei Sulzdorf) und Niederlauringen und Sulzdorf zur Hälfte. 1293 übertrug er die Vogteirechte am Kloster Sankt Johanniszelle unter Wildberg, einem Zisterzienserinnen- oder Benediktinerinnenkonvent, das von den Wildbergen zuvor mit Mitteln und Rechten ausgestattet wurde. 1304 verkaufte er Hildburghausen dem askanischen Grafen Hermann von Brandenburg, über dessen Tochter Jutta die Stadt an die Fürstgrafen von Henneberg-Schleusingen kam. In der Folge fielen weitere Besitzungen, schließlich auch die Burg Wildberg, an Henneberg-Schleusingen.
1368 starb das Geschlecht mit Adelheid von Trimberg, der Tochter der Adelheid von Wildberg endgültig aus. Ihr Gemahl, Graf Hermann II. von Henneberg-Aschach, verkaufte ihren Erbteil an das Hochstift Würzburg.

## Wappen
Conrad von Wildberg führte 1289 ein Siegel in Form einer Triskele aus drei Rinken.
Rekonstruktionen von gemehrten Wappen, die sich auf das ehemalige Wildberger Herrschaftsgebiet beziehen, lassen auf einen silbernen, bezinnten Turm auf rotem Grund schließen. Dieses Wappenbild gleicht den Herren von Waldau, die gegen 1215 in Waldau in der Oberpfalz und später auch in Kemnath nachgewiesen sind. Das Geschlecht starb 1545 aus. Das gleiche Wappenbild trug auch ein Rittergeschlecht in Hardheim, das mit Henricus von Hartheim 1197 erstmals urkundlich erwähnt wurde. Ritter Georg Wolf von Hardheim starb 1607, ohne einen Erben zu hinterlassen.
Der Zinnenturm wurde 1467 im gemehrten Wappen der Grafschaft Henneberg-Aschach-Hartenberg und ab ca. 1600 im Wappen des Fürstentums Sachsen-Coburg sowie im Siegel der Stadt Römhild durch das Wappenbild der italienischen Adelsfamilie Colonna ersetzt. Dies wurde später von den ernestinischen Herzogtümern Sachsen-Meiningen und Sachsen-Hildburghausen übernommen.

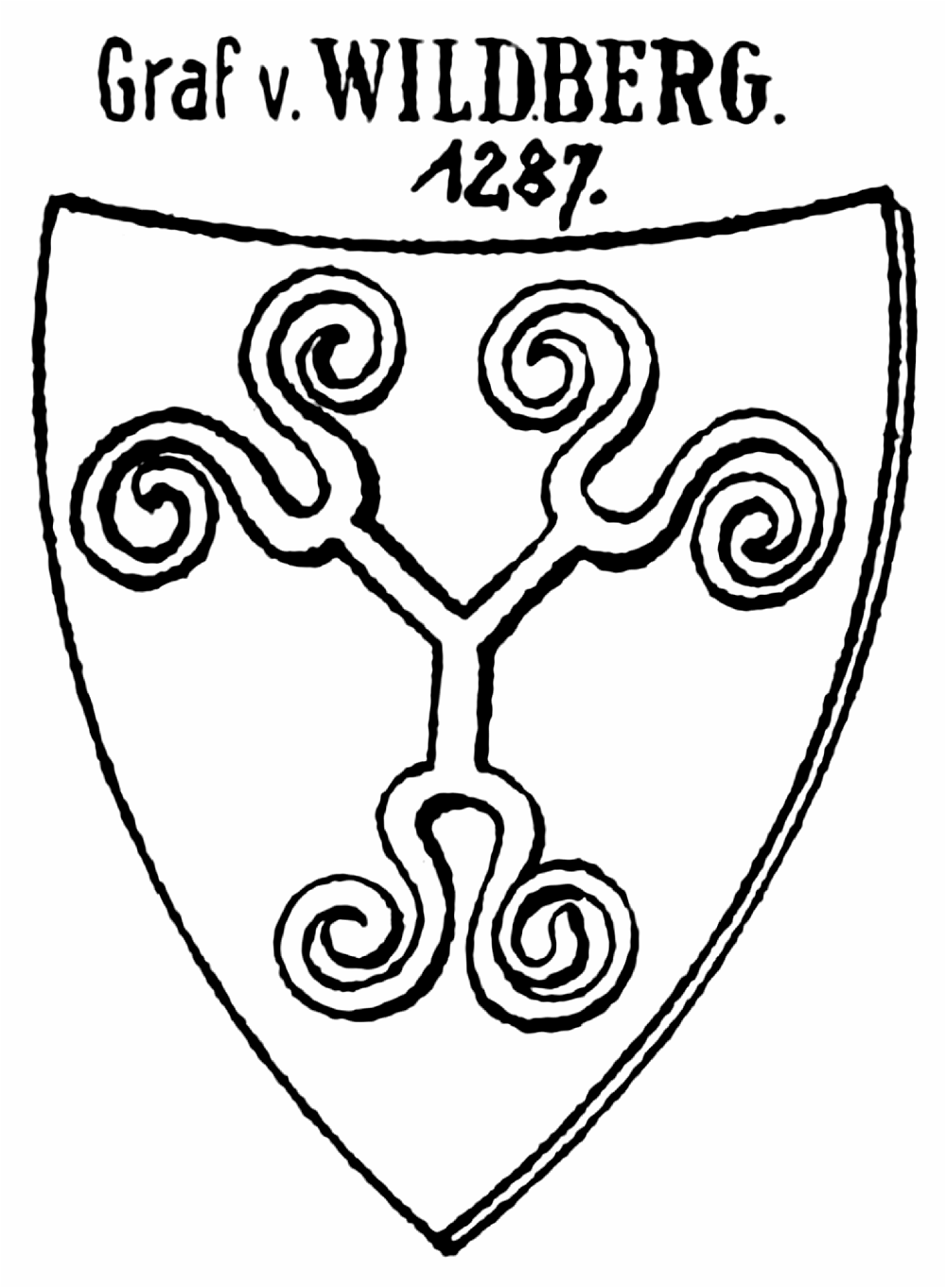
Wappen nach dem Siegel des Grafen Konrad von Wildberg 1287
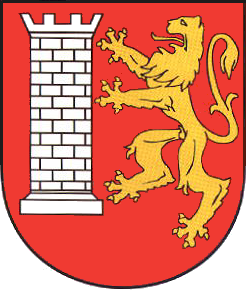
Stadt Heldburg